# Patent- och marknadsdomstolen
Patent- och marknadsdomstolen (förkortat PMD) är en särskild domstol som utgör en del av Stockholms tingsrätt. Den inledde sin verksamhet den 1 september 2016. Chefsrådmannen Malou Lindblom är chef för verksamheten.

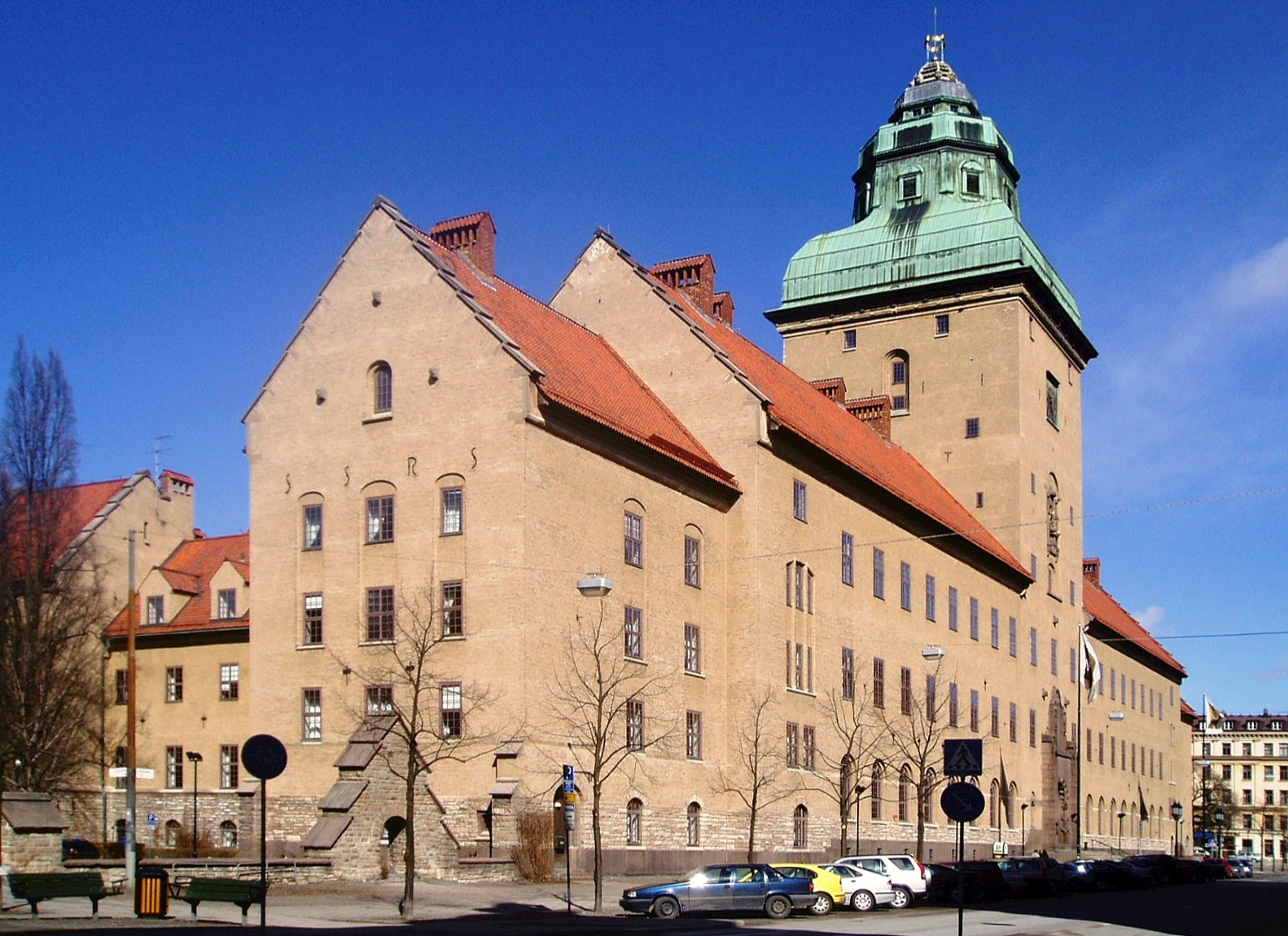
Patent- och marknadsdomstolen är en del av Stockholms tingsrätt och har sina lokaler i Rådhuset på Kungsholmen i Stockholm.

## Bakgrund
Domstolsprövningen av immaterialrättsliga, konkurrensrättsliga och marknadsföringsrättsliga mål var tidigare uppdelad mellan allmän domstol, allmän förvaltningsdomstol, Patentbesvärsrätten och Marknadsdomstolen.
Den 1 september 2016 inrättades Patent- och marknadsdomstolen. I samband med det upphörde specialdomstolarna Patentbesvärsrätten och Marknadsdomstolen. Patentbesvärsrättens mål som rörde namn och utgivningsbevis överfördes till allmän förvaltningsdomstol, och återstoden av Patentbesvärsrättens mål överfördes till Patent- och marknadsdomstolen; Marknadsdomstolens verksamhet överfördes i sin helhet.
Idag handlägger Patent- och marknadsdomstolen i princip samtliga landets immaterialrättsliga, konkurrensrättsliga och marknadsföringsrättsliga mål. Patent- och marknadsdomstolen är första domstolsinstans i dessa mål. Domstolens avgöranden kan överklagas till Patent- och marknadsöverdomstolen som är en del av Svea hovrätt.

## Verksamhet

### Avgörande av mål och ärenden
Många mål i Patent- och marknadsdomstolen inleds, liksom mål i tingsrätten, genom en ansökan om stämning. Däremot inleds domstolens ärenden oftast genom överklagande av ett beslut som en myndighet, t.ex. Patent- och registreringsverket, har meddelat.
Målen i Patent- och marknadsdomstolen avgörs oftast efter huvudförhandling, men det förekommer också att målen avgörs efter skriftlig handläggning. Ärenden däremot avgörs oftast efter skriftlig handläggning, men de kan även avgöras efter muntligt sammanträde.
Vid avgöranden av mål och ärenden i patent- och marknadsdomstolarna behövs såväl domare med juridisk specialkompetens som domare med teknisk och ekonomisk expertkunskap (särskilda ledamöter). I vissa mål och ärenden dömer enbart juristdomare. I patenträttsliga mål och ärenden deltar utöver juristdomare även patentråd och andra tekniska experter i domstolens avgörande. I vissa konkurrensrättsliga och marknadsföringsrättsliga mål dömer ekonomiska experter tillsammans med juristdomare. I brottmål dömer utöver juristdomare i de flesta fallen även nämndemän.
Samtliga avgöranden kan överklagas till Patent- och marknadsöverdomstolen. Det krävs prövningstillstånd för att målen ska tas upp av Patent- och marknadsöverdomstolen (utom i de flesta brottmålen).

### Typiska mål och ärenden
Patent- och marknadsdomstolen hanterar många olika sorters mål och ärenden. Några exempel är:
- mål om skadestånd och vitesförbud på grund av varumärkesintrång
- mål om ogiltigförklaring av patent
- mål och ärenden om informationsföreläggande och intrångsundersökning enligt t. ex. upphovsrättslagen
- ärenden om registrering av varumärken och beviljande av patent
- immaterialrättsliga brottmål, t.ex. mål om varumärkesförfalskning
- mål om otillbörlig marknadsföring
- mål om konkurrensskadeavgift och om förbud mot företagskoncentration

## Chefer
- Anders Dereborg 2016–2019
- Malou Lindblom 2019–